# Järämänsaari
Järämänsaari is een Fins eiland in de Muonio, die de grens vormt tussen Zweden en Finland. Het eiland heeft geen oeververbinding en is onbewoond. Het eiland is kleiner dan tien hectare.
Kenttäsaari nabij Maunu · Alasaari nabij Karesuando · Kivisaari · Lintiputaansaari · Ungelosaari · Alasaari nabij Palojoensuu · Järämänsaari · Hirvassaari · Niittysaari · Koivusaari (Zweeds) · Palsarinsaari · Kenttäsaari ·  Alkkulasaari · Koivusaari (Fins) · Viiksinsaari · Rukomasaari · Ojasensaari · Luhtasaari · Laurukainen · Naapankisaari · Kihlangisaari · Iso Aareansaari · Vekarasaari · Kolarinsaari · Kokko · Väylänsaari · Pyysaari · Alanen · Lompolonsaari